# Homofon

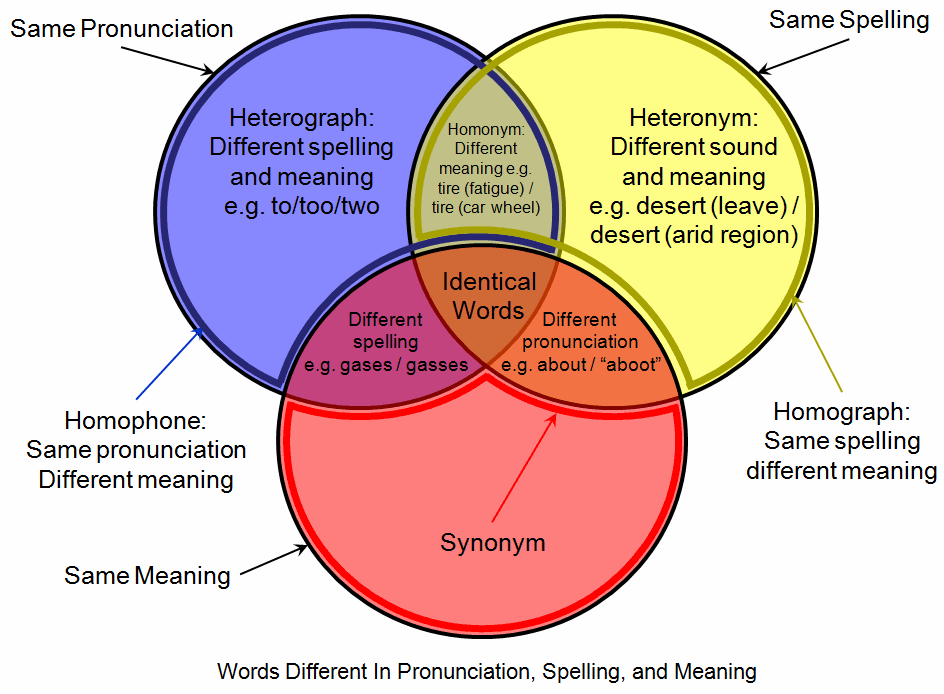
A homofonok (kék kör) és a kapcsolódó nyelvi fogalmak közötti kapcsolatokat bemutató Venn-diagram

A homofon fogalma azokat a szavakat írja le, amelyek, aminek kiejtése azonos vagy igen közel áll, egy másik szóhoz, de értelmük eltér. A homofon írásmódja is különbözhet. A két szó lehet helyesírásilag ugyanaz, mindkét esetben, például mint a bután (szénhidrogén), bután (buta módon), vagy eltérők, mint például június (a 6. naptári hónap) és július (a 7. naptári hónap). A homofónia kiterjedhet a szavaknál hosszabb vagy rövidebb egységekre is, például egy kifejezésre, betűre vagy betűcsoportokra, amelyek ugyanolyan kiejtéssel rendelkeznek, mint egy másik kifejezés, betű vagy betűcsoport. Bármely egység, amely rendelkezik ezzel a tulajdonsággal, „homofon”-nak nevezhető.
Az ugyanazon betűvel írt homofonok homográfok és homonimák is. Azonban a magyar nyelvben ez a jelenség igen ritka, más nyelveken, például az angol nyelvben gyakori az előfordulásuk.
A másképp írt homofonokat heterográfoknak is nevezik, pl. az angol nyelvben használatos to, too, és two.

## Etimológia
A "homofon" kifejezés a görög homo-(ὁμο‑), „ugyanaz” és phōnḗ (φωνή), „hang, kimondás” szavakból ered.

## Szójátékban és játékokban

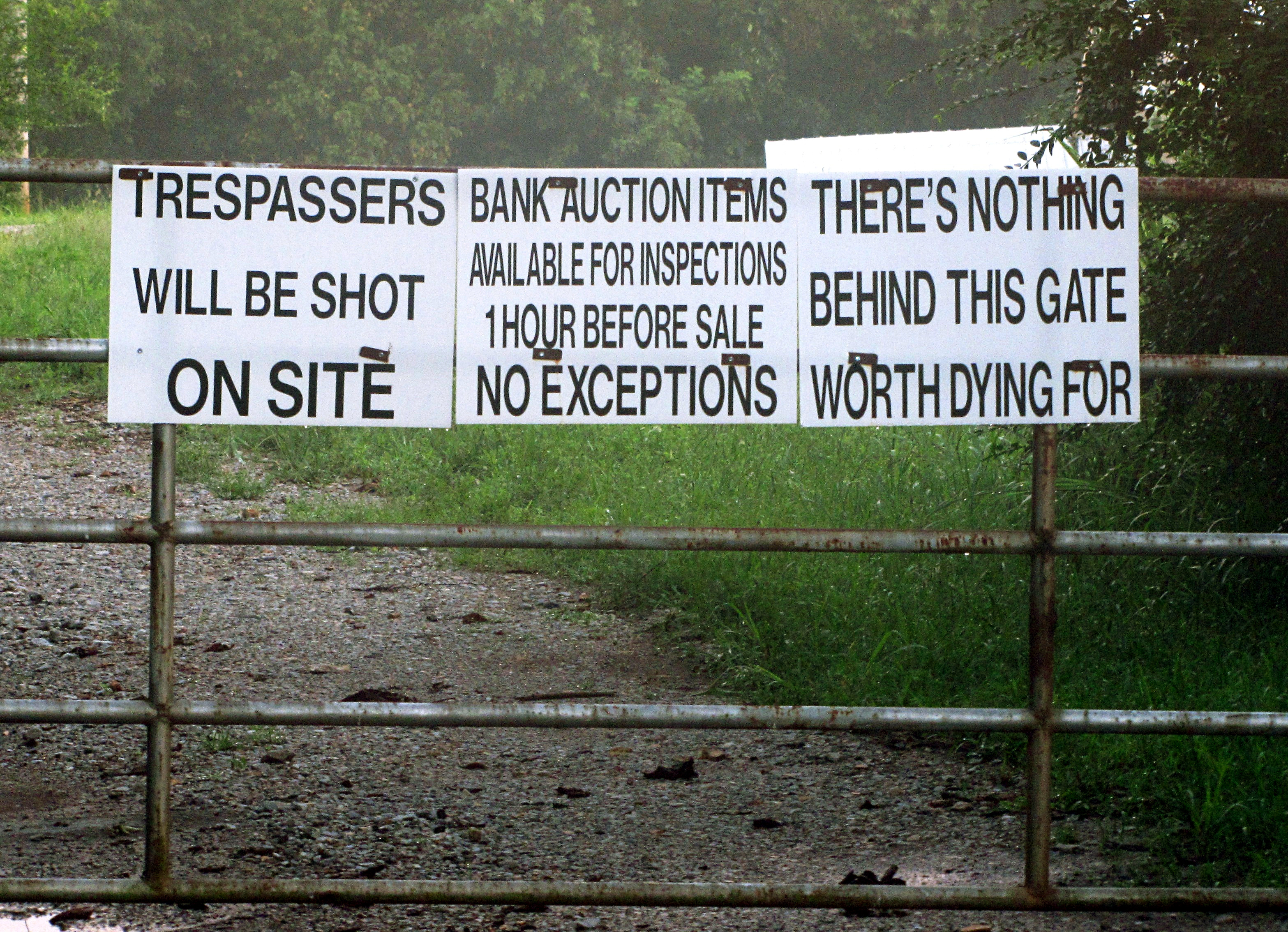
A tábla így szól: "A szabálysértők helyben le lesznek lőve." [A "site" (helyszín) a "sight" (látásra) homofonja.

A homofonokat gyakran használják szójátékok létrehozására és az olvasó megtévesztésére (pl. a keresztrejtvényekben), vagy több jelentés felvetésére. Az utóbbi használat a költészetben és a kreatív irodalomban gyakori. Ennek egyik példája látható Dylan Thomas „Under Milk Wood rádiójátékában :Az üzlet reggel, ahol reggel szó sajátos formáját (mourning) úgy lehet hallani, mintha a gyász (mourning) vagy reggel (morning) lenne.
Egyes regionális dialektusokban a különféle hangok egyesültek abban, hogy már nincsenek megkülönböztető képességük, és így azok a szavak, amelyek csak e hangokkal különböznek a megkülönböztetést (minimális pár) fenntartó ékezetben, homofonok az egyesített dialektussal.
Példák:
pin és pen sok dél-amerikai dialektusnál.
by és buy.
merry, marry és Mary a legtöbb amerikai dialektusnál.
A do, due és forward, foreword szópárok homofonnak számítanak a legtöbb amerikai dialektusnál, de nem a legtöbb angol dialektusnál.
A talk, torque, and court, caught szópárokat a rotikus dialektusokban, mint a skót angol és az amerikai angol nyelv legtöbb dialektusában megkülönböztetik, de sok nem rotikus dialektusban, például a brit befogadott kiejtésben homofonnak számítanak.
A szójáték különösen elterjedt az angol nyelven, mert a nyelvi hatások sokasága jelentős bonyodalmat kínál a helyesírásban, a jelentésben és a kiejtésben más nyelvekhez képest.
A gyakran hasonló komikus hatást kiváltó malapropizmusok általában homofonok.

## Ugyanolyan hangzású kifejezések, szólások
Azonos hangzású (homofon vagy homofonikus) kifejezéseket gyakran használják a különféle szójátékokban. Az azonos hangzású kifejezések (amelyek csak bizonyos angol nyelvjárásokban lehetnek valódi homofonok). 
A magyar nyelvben ezek még a j és ly betű azonos kiejtéséből is adódhatnak, és akkor is, ha egy idegen írásmódú szóval egy mondatba kerülnek.
Példák:
- Bangkoki bankok
- Blúzban bluest játszik

Az 1980-as években megpróbáltak megkülönböztető kifejezést népszerűsíteni ugyanazon többszörös hangzású szavak vagy kifejezések esetében, úgy, hogy „oronimáknak” nevezik őket. Ezt először Gyles Brandreth javasolta és támogatta The Joy of Lex (1980) című könyvében, és ezt a felhasználási területet a BBC Never Mind the Full Stops című műsorában is elfogadták, amelyben Brandreth vendégként szerepelt. Mivel az oronima kifejezés már jól megalapozott volt a nyelvészetben, mint névtani helynevek osztálya (a hegyek, dombok stb. nevei), az alternatív felhasználása ugyanannak a kifejezésnek nem lett általánosan elfogadott a tudományos irodalomban.

## Homofonok száma

### Angol nyelv
Vannak olyan helyek, például ez az archivált oldal, ahol homonimák vagy inkább homofonok, sőt „multinimák” listái vannak, amelyek hét helyesírással rendelkeznek. Az ilyen listákban eltérések vannak a nyelvjárás kiejtése és a régi szavak használata miatt. Angolul körülbelül 88 hármas van; 24 négyszeres; 2 ötszörös; 1 sextet, 1 septet és 1 oktett. Az oktett a következő:
raise, rays, rase, raze, rehs, res, reais, race

### Német nyelv
Sok homofon létezik a mai német nyelven. A többi nyelvhez hasonlóan azonban egyes szavak csoportjaiban vagy egyes szavakban regionális és / vagy egyéni eltérések vannak, így a homofonok száma ennek megfelelően változik. A regionális variáció különösen gyakori azokban a szavakban, amelyek hosszú ä és e magánhangzókat mutatnak. 
A jól ismert Duden szótár szerint ezeket a magánhangzókat / ɛ: / és / e: / néven kell megkülönböztetni, de ez nem mindig így van, így az Ähre (kukoricafül) és Ehre (becsület) szavak ill. lehet, hogy nem homofon. Az egyéni variációt olyan pár mutatja, mint a Gäste (vendégek) – Geste (gesztus), amelyek közül az utóbbi változik a / ˈɡe: stə / és / ˈɡɛstə / között, valamint egy olyan párral, mint a Stiel (fogantyú, szár) – Stil (stílus), amelyek közül az utóbbi / ʃtiːl / és / stiːl / között változik. 
A német homofonok átfogó listáját kínáló weboldalak mellett vannak olyanok, amelyek számos mondatot tartalmaznak különböző típusú homofonokkal. A német nyelvben homofonok több mint 200 esetben fordulnak elő. Ezek közül néhány olyan hármas, mint Waagen (mérlegek), Wagen (szekér), wagen (merészelni) és Waise (árva) – Weise (mód, mód) – weise (bölcs). A többiek olyan párok, mint lehren (tanítani) – leeren (kiüríteni).

### Japán nyelv
Számos homofon létezik japán nyelven, a kínai-japán szókincs használatának köszönhetően, ahol a kínai nyelvből kölcsönzött szavakat és morfémákat széles körben használják japán nyelven, de számos hangbeli különbség, például az eredeti szavak hangja, elvész. 
Ezeket bizonyos mértékben megkülönböztetik a japán hangmagasság-hangsúly (pl. 日本 vs. 二 本, mindkettő kiejtése nihon, de eltérő hangmagassággal), vagy a kontextus alapján, de ezek közül a szavak közül sokat elsősorban vagy szinte kizárólag írásban használnak, ahol könnyen megkülönböztethetők, mivel különböző kandzsikkal vannak megírva; másokat szójátékokra használják, amelyek gyakran előfordulnak japánul. Szélsőséges példa a kikō (hiragana: き こ う), amely legalább 22 szó kiejtését jelenti (némelyik meglehetősen ritka vagy szakosodott, más gyakori; ezek a példák kétkarakteres összetételek), beleértve: 機構 (szervezet / mechanizmus), 紀行(útleírás), 稀 覯 (ritka), 騎行 (lovaglás), 貴校 (iskola (tisztelettudó)), 奇功 (kiemelkedő eredmény), 貴 公 (a „te” szó, amelyet férfiak használnak egyenrangúakkal vagy alsóbbrendűekkel), 起稿 (huzat), 奇行 (különcség), 機巧 (megalkuvás), 寄 港 (megállás a kikötőben), 帰 校 (visszatérés az iskolába), 気 功 (légzőgyakorlat / qigong), 寄 稿 (cikkel / írottal közreműködés), 機甲 (páncél, pl. egy tank), 帰 航 (hazautazás), 奇効 (figyelemre méltó hatás), 季 候 (évszak / éghajlat), 気 孔 (sztóma), 起工 (munkába állítás), 気 候 (éghajlat), 帰 港 (visszatérés a kikötőbe).
Még néhány japán őshonos szó is homofon. Például a kami (か み) a 紙 (papír), 髪 (haj), 神 (isten / szellem) és 上 (fel) szavak kiejtése. Ezeket a szavakat mind a hangmagasság-hangsúly kiemeli.

### Koreai nyelv
A koreai nyelv olyan szavak kombinációját tartalmazza, amelyek szigorúan a koreai nyelvhez tartoznak, és a kínai nyelvből származó szavakat. Mivel a kínai nyelvet változó hangnemekkel ejtik, és koreai eltávolítja ezeket a hangokat, és mivel a modern koreai írásrendszer, a Hangul, végesebb számú fonémával rendelkezik, mint például a latin eredetű ábécék, például az angolé, sok homonimák ugyanazzal a helyesírással és kiejtéssel. Például: '화장(化粧)하다': 'sminket felrakni' vs '화장(火葬)하다':'hamvasztani'. Továbbá ' 방구 ': 'Fing', és a' 방구 (防具) ': 'őr'. '밤 [밤 ː]': 'gesztenye' és '밤': 'éjszaka'. Heterográfiák vannak, de sokkal kevesebb, ellentétben az angol nyelvű tendenciával. 
Mint más nyelvekben, a koreai homonimákból szójátékok készíthetők. Az a szövegkörnyezet, amelyben a szót használják, jelzi, hogy melyik jelentést szánja a beszélő vagy az író.

### Mandarin
A mandarin szótagok fonológiai korlátai miatt (mivel a mandarin csak egy kezdő mássalhangzót, egy magánhangzót és egy nazális vagy retroflex mássalhangzót enged meg a megfelelő sorrendben), csak alig több mint 400 lehetséges egyedi szótag állítható elő,  az angol 15 831 darab egyedi szótagjaival szemben. A kínai nyelvben egy egész versműfaj van, ami kihasználja a homofonok nagy mennyiségét, amit egy szótagos cikkeknek neveznek, vagy olyan verseket, amelyekben a vers minden egyes szavát ugyanazon szótagként ejtik, ha a hangnemeket figyelmen kívül hagyják. Példa erre a Lion-Eating Poet in the Stone Den.
Mint minden kínai nyelv, a mandarin is fonémikus hangokat használ a homofon szótagok megkülönböztetésére, amelyből öt van. Például a mā (妈) jelentése "anya", má (麻) jelentése "kender", mă (马) jelentése "ló", mà (骂) jelentése "szidás", és ma (吗) igen / nem válaszpartikula. Bár ezek a szavak ugyanazokból a mássalhangzókból és magánhangzókból állnak, ezeknek a szavaknak az egyetlen módja hallhatóan megkülönböztethető az, ha meghallgatjuk, melyik hangnak van a szó, és amint azt a fentiek is mutatják, mássalhangzó-magánhangzók különféle hangnemben való kimondása teljesen más szót állít elő. Ha hangokat is tartalmaz, az egyedi szótagok száma mandarin nyelven legalább 1522-re nő. A Mandarin azonban még hangszínekkel is nagyon sok homofont tart vissza. Például Yì-nek legalább 125 homofonja van, és ez a kínai karakterek kiejtése, például: 义, 意, 易, 亿, 议, 一 és 已.
Sok tudós úgy véli, hogy a kínai nyelv nem mindig rendelkezett ilyen nagy számú homofonnal, és hogy a kínai szótagok hangtani szerkezete egyszer összetettebb volt, ami nagyobb mennyiségű lehetséges szótagot tett lehetővé, így a szavak jobban elkülönültek egymástól.
A tudósok úgy vélik, hogy az ó-kínaiaknak nem voltak fonémikus hangjaik, de a közép-kínaiban olyan hangok jelentek meg, amelyek helyettesítik az ó-kínaiaktól elveszett hangokat. Mivel az ó-kínai szavak ebben az időben jobban megkülönböztethetőek voltak, ez megmagyarázza, hogy miért sok klasszikus kínai szó csak egy szótagból állt. Például a 狮子 (shīzi, jelentése "oroszlán") sztenderd mandarin szó egyszerűen 狮 (shī) volt klasszikus kínai nyelven, a 教育 (jiàoyù, "oktatás") sztenderd mandarin szó pedig egyszerűen 教(jiào) volt klasszikus kínai nyelven.
Mivel az évszázadok során sok kínai szó homofonikussá vált, a klasszikus kínai nyelven írt dokumentumok hangos felolvasása közben nehéz volt megkülönböztetni a szavakat. A fent említetthez hasonló egy szótagos cikkek bizonyítékok erre. Emiatt a klasszikus kínai nyelvből sok egy szótagú szó vált kéttagúvá, mint az előző bekezdésben említett szavak.
Még két- vagy két szótagos szavak létezése esetén is vannak többtagú homofonok. És sok harmonikus szó is van. Az ilyen nyelvi sajátosságok által kiváltott kulturális jelenség, hogy az emberek az ókortól napjainkig szívesen játszanak és viccelődnek homofonikus és harmonikus szavakkal. A modern életben a homofonok hatása mindenütt megfigyelhető, a CCTV esti szkeccsműsorától kezdve a népművészeti előadásokon át a népi népéletig. Az utóbbi években az internetes popkultúra hatását befogadva a fiatalok egyre több új és népszerű homofont találtak ki. Az ilyen homofonok még a kínai élet mindennapi életében is nagy szerepet játszanak, ideértve a tavaszi fesztivál hagyományait is, mely ajándékokat illik adni (és nem adni), a politikai kritikákat, az SMS-eket és az emberek életének számos más aspektusát.
A kínai nyelvben felmerülő másik bonyodalom az, hogy a nem rap dalokban a hangnemeket figyelmen kívül hagyják a dallam fenntartása mellett. Míg a legtöbb esetben a fonémikus hangok hiánya a zenében nem okoz zavart az anyanyelvi beszélők körében, vannak esetek, ahol szójáték merülhet fel. Például, a Duìbùqǐ wǒ de Zhongwen Bu hǎo (对不起我的中文不好) című dalban a  Transition által, az angol anyanyelvű énekes arról énekel, hogy a kínai nyelv tanulójaként nehezen tud kommunikálni a kínai emberekkel. A dal egyik sorában az énekes azt mondja: wo yao shuijiao (我要水饺), ami azt jelenti, hogy "gombócokat akarok", de a kínai beszélő félreérti az angol beszélőt, és úgy gondolja, hogy aludni akar, mert ha a hangokat figyelmen kívül hagyják, a shuijiao (睡觉) szó azt is jelentheti, hogy "aludni". Bár a dalból hiányoznak a mandarin hangok, hasonlóan a legtöbb mandarin nyelvű dalhoz, feltételezhető, hogy az angol beszélő valószínűleg rossz hangnemeket használt a szó kimondásakor.
Kínai betűkkel ellátott feliratok általában zenei videókon, valamint filmekben és tévéműsorokban elhangzott dalokban jelennek meg a dal szövegének egyértelművé tétele érdekében.

### Vietnami
Becslések szerint a nyelvjárástól függően körülbelül 4500–4 800 lehetséges szótag van vietnami nyelven.  A pontos számot nehéz kiszámítani, mert a nyelvjárások között jelentősek a kiejtésbeli különbségek. Például a "d", "gi" és "r" grafémák és digráfok mind / z / kiejtésre kerülnek a hanoi dialektusban, tehát a dao (kés), giao (kézbesítés) és rao (reklám) szavak mind kiejtve / zaw˧ /. A saigoni nyelvjárásban azonban a "d", "gi" és "v" grafémák és digráfok mind / j / kiejtésre kerülnek , tehát a dao (kés), giao (szállítás) és vao (enter) szavak mind kiejtésre kerülnek /állkapocs˧/.
Ama szavak, melyek az egyik nyelvjárásban homofonok, a másikban nem feltétlenül. Például a sắc (éles) és az xắc (dobókocka) szavakat / săk˧˥ / azonosan ejtik a hanoi dialektusban, de a saigoni nyelvjárásban / ʂăk˧˥ / és / săk˧˥ / kiejtés járja.

## Használata pszichológiai kutatásban

### Álhomofonok
Az álhomofonok olyan álszavak, amelyek fonetikailag megegyeznek egy szóval. Például a groan / grone és a crane / crain ál-homofon párok, míg a plane/plain homofon pár, mivel mindkét betűlánc felismerhető szó. Mindkét pártípus a lexikális döntési feladatokban a szófelismerés vizsgálatára szolgál.

### Használatuk kétértelmű információként
A homofonokat, különösen a heterográfiákat, ahol az egyik helyesírás fenyegető jellegű, a másik pedig nem ( pl. slay/sleigh, war/wore), a szorongási hajlam vizsgálatában olyan kognitív modellek tesztjeként használták, hogy a nagy szorongásúak hajlamosak értelmezni a kétértelmű információkat fenyegető módon felfogni.

## Fordítás
Ez a szócikk részben vagy egészben  a   Homophone című angol Wikipédia-szócikk ezen változatának fordításán alapul.  Az eredeti cikk szerkesztőit annak laptörténete sorolja fel. Ez a jelzés csupán a megfogalmazás eredetét és a szerzői jogokat jelzi, nem szolgál a cikkben szereplő információk forrásmegjelöléseként.